# Jack Crawford (giocatore di football americano)
Jack Justin Crawford (Londra, 7 settembre 1988) è un ex giocatore di football americano inglese che ha militato nel ruolo di defensive end nella National Football League (NFL). Fu scelto nel corso del quinto giro (158º assoluto) del draft NFL 2012 dagli Oakland Raiders. Al college giocò a football alla Pennsylvania State University.

## Carriera professionistica

### Oakland Raiders
Crawford fu scelto nel corso del quinto giro del Draft 2012 dagli Oakland Raiders. Il 7 giugno firmò un contratto quadriennale per un totale di 2,282 milioni di dollari, inclusi 182.484$ di bonus alla firma. Il 23 settembre debuttò come professionista contro i Pittsburgh Steelers. A causa di un infortunio al pollice del piede saltò quattro partite, chiuse la sua prima stagione giocando 4 partite con 3 tackle totali. Nella stagione successiva giocò 15 partite con 15 tackle totali.

### Dallas Cowboys
Nel 2014, Crawford firmò coi Dallas Cowboys con cui quell'anno mise a segno i suoi primi due sack. Rimase in Texas fino alla stagione 2016.

### Atlanta Falcons
Nel 2017 Crawford firmò con gli Atlanta Falcons dove giocò per tre stagioni.

### Tennessee Titans
L'8 aprile 2020 Crawford firmò con i Tennessee Titans.

### Arizona Cardinals
Il 10 agosto 2021 Crawford firmò con gli Arizona Cardinals.